# Аратинга
Аратинга (Aratinga) — рід птахів родини папугових.

## Зовнішній вигляд
Розміри відносно невеликі — 25—33 см. Не мають вираженого статевого диморфізму в забарвленні оперення. Крик дуже різкий і гучний.

## Поширення
Мешкають в Центральній та Південній Америці.

## Спосіб життя
Населяють багатоярусні та освітлені ліси. Живляться переважно рослинними кормами. У позагніздовий період зграї цих папуг здатні завдавати певної шкоди врожаю зернових культур, особливо кукурудзи.

## Розмноження
Під час сезону розмноження пара аратинг займає окрему гніздову ділянку. Гніздяться в дуплах дерев, іноді вигризаючи трухляву деревину і самостійно влаштовуючи гніздові ніші. Цьому сприяють міцні дзьоби птахів. У кладці 3-5 яєць, які відкладаються з проміжком у 2—4 дні. Насиджування триває 24—28 днів. Самець годує самку та охороняє гніздо. Молоді залишають гніздо у віці близько двох місяців.

## Види
- Аратинга золотистоперий (Aratinga solstitialis)
- Аратинга паранський (Aratinga maculata)
- Аратинга вогнистогрудий (Aratinga jandaya)
- Аратинга золотолобий (Aratinga auricapillus)
- Аратинга сіроголовий (Aratinga weddellii)
- Нандая (Aratinga nenday)